# José Figueres Ferrer
José Figueres Ferrer (San Ramón, 25 de septiembre de 1906 - San José, 8 de junio de 1990), fue un agricultor, empresario y político costarricense. Sirvió como presidente de la República de Costa Rica en tres periodos: uno como presidente del gobierno de facto de la Junta Fundadora de la Segunda República entre 1948-1949, y dos periodos constitucionales siendo el 32.º y el 36.º presidente de Costa Rica durante los periodos de 1953-1958 y 1970-1974 respectivamente, y como Secretario de Relaciones Exteriores y Culto de Costa Rica de abril a mayo de 1948.
Es el caudillo victorioso de la Guerra Civil de Costa Rica, fundador de la Segunda República. Uno de sus principales logros fue la abolición del ejército de Costa Rica, hecho por el cual Costa Rica se convirtió en uno de los primeros países en suprimir sus fuerzas armadas.
Fue declarado por la Asamblea Legislativa de Costa Rica como Benemérito de la Patria en 1990 y como Héroe de Paz en 2021.

## Biografía
Figueres Ferrer nació en San Ramón, 25 de septiembre de 1906,;fue hijo de los inmigrantes españoles Mariano Figueres Forges y Francesca Ferrer Minguella. El catalán fue su lengua materna.
Desposó en primeras nupcias a Henrietta Boggs Long, con quien tuvo dos hijos José Martí y Shannon "Muni" Figueres Boggs, y en segundas a Karen Olsen Beck, procreando cuatro hijos; José María, Christiana, Mariano y Kirsten Figueres Olsen.
Realizó sus estudios en la Escuela Primaria de varones en San Ramón y como alumno interno del Colegio Seminario y del Liceo de Costa Rica.
En 1924 parte para Boston, Estados Unidos, en viaje de trabajo y estudio. Ahí estudia ingeniería hidroeléctrica en el Instituto de Tecnología de Massachusetts. Regresa cuatro años más tarde y adquiere la finca La Lucha sin Fin, en San Cristóbal de Desamparados. Produce sacos y cordeles de cáñamo. Años después se dedicaría a la elaboración de artículos de madera. Durante doce años se dedica a la agricultura y a algunos proyectos industriales. Durante esta época, publica en la prensa algunos escritos sobre temas agrícolas que son distribuidos en el «Café Popular» de San José. Se adhiere al grupo Pro República Española en solidaridad con la democracia, entonces amenazada por el fascismo. A partir de 1940 se reúne a menudo con su abogado, Alberto Martén Chavarría, y a su socio Francisco Orlich Bolmarcich, que ya es diputado, para analizar la situación del país.

## Vida política
Sin ser todavía figura política, en un discurso radiofónico dado el 8 de julio de 1942 denuncia actos irregulares y corruptelas por parte del gobierno de entonces, regido por Rafael Calderón Guardia. Antes de poder concluir su alocución, las autoridades toman la radio emisora y apresan y encarcelan a Figueres. Cuatro días después se le intima a que se exilie, lo cual hace escogiendo primeramente El Salvador pasando después a Guatemala y terminando en México.
Regresa a Costa Rica en 1944 cuando gobierna Teodoro Picado Michalski. Se une a las fuerzas opositoras al gobierno. En 1948, presagiando un fraude electoral, se alza en armas tras haber desconocido el Congreso la elección del candidato opositor Otilio Ulate Blanco. La guerra civil que esto provocó terminaría con la victoria del Ejército de Liberación Nacional que Figueres lideraba.  Tras ello se produjo el pacto Figueres-Ulate, que daba dieciocho meses al Ejército para reformar el Estado e iniciar la transformación de la sociedad costarricense.
De abril a mayo de 1948 fue Secretario de Relaciones Exteriores y carteras anexas en el gabinete del Tercer Designado en ejercicio Santos León Herrera. Durante su gestión se rompieron relaciones diplomáticas con la República Dominicana, entonces gobernada por el dictador Rafael Leónidas Trujillo.
El 8 de mayo de 1948, bajo su presidencia se instala la Junta Fundadora de la Segunda República.

## Elecciones de 1948
Las elecciones se efectuaron el 8 de febrero de 1948 con los siguientes resultados: Otilio Ulate Blanco 54.931 votos, Rafael Calderón Guardia 44.438 votos. El Tribunal debía hacer la declaratoria de Presidente de la República el 28 de febrero a más tardar. El partido del expresidente Rafael Ángel Calderón Guardia solicitó la declaratoria de nulidad de las elecciones al Tribunal Electoral ante la desaparición de las papeletas a presidente en un incendio de origen aún desconocido. Este no la acogió, entonces el Partido Republicano Nacional que postulaba al expresidente Calderón Guardia, pidió al Congreso que declarara la elección nula. El Congreso de la República fue convocado a sesiones extraordinarias el día 1 de marzo. Al final de la sesión se declararon nulas las elecciones.

## Guerra Civil
El 12 de marzo Figueres se alzó en armas en su finca «La Lucha». Ese mismo día el empresario Francisco Orlich Bolmarcich abre un segundo frente en el norte del país. En poco tiempo las fuerzas de Figueres toman las ciudades de Cartago y San Isidro de El General. La ciudad de Puerto Limón es tomada por asalto por un grupo aliado de las fuerzas insurrectas llamado: "Legión del Caribe". El presidente Teodoro Picado Michalski convoca al cuerpo diplomático para dialogar con Figueres. Delegados viajan hasta la ciudad de Cartago y encuentran a Figueres en su cuartel general, en el edificio del Colegio San Luis Gonzaga. Figueres pide la rendición incondicional y la entrega del poder a tres designados: José Figueres, Alberto Martén y Fernando Valverde Vega. El Presidente Teodoro Picado Michalski rechaza la propuesta y propone a un tercer designado: el ingeniero Santos León Herrera. El cuerpo diplomático se reúne en la embajada de México y sale el pacto del mismo nombre.

## Pacto Ulate-Figueres
Después de la entrada de Figueres a la ciudad de San José, este pacta con el ganador de las elecciones Otilio Ulate Blanco. El país lo gobernaría una junta por 18 meses, del 8 de mayo de 1948, al 8 de noviembre de 1949. Fecha en que entraría a gobernar Otilio Ulate Blanco

## Junta Fundadora de la Segunda República (1948-1949)

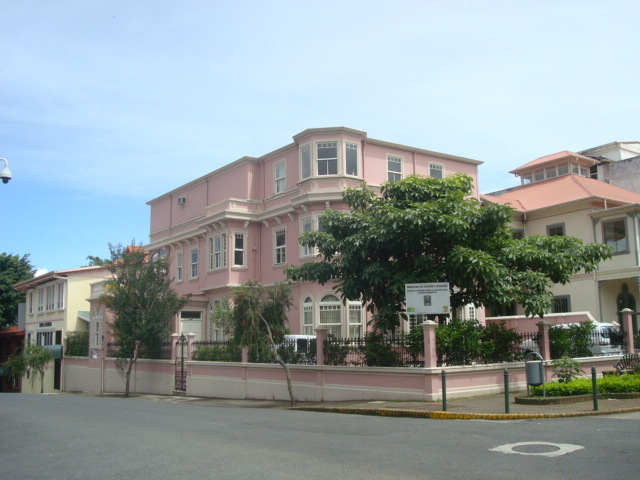
Residencia temporal de Figueres y sede de la Junta Fundadora de la Segunda República.

La Junta Fundadora de la Segunda República emitió cientos de decretos de ley tendientes a reorganizar el país y en noviembre de 1949 se emitió la Constitución Política. Los decretos de la Junta, en medio de un gran debate nacional, dieron principio a la transformación de la sociedad costarricense, fortaleciendo la democracia y obteniéndose conquistas a nivel social, como las Garantías Sociales (impulsadas por su adversario político, Calderón Guardia) y una ambiciosa reforma económica.
El 1 de diciembre de 1948 José Figueres declaró la abolición del ejército en un acto simbólico en el cual demolió  de un mazazo las almenas del lado oeste del patio central del Cuartel Bellavista, sitio donde ahora funciona el Museo Nacional de Costa Rica.

## Vida posterior
El 12 de octubre de 1951 funda el Partido Liberación Nacional, que lo llevó a la presidencia constitucional de Costa Rica en dos oportunidades (1953-1958 y 1970-1974).
Se le considera uno de los grandes reformadores del país; en efecto, bajo su mandato se construyeron cientos de obras, pero también destruyendo muchos edificios antiguos como el Palacio Nacional; y se crearon la gran mayoría de ministerios e instituciones autónomas.
En 1969, durante el gobierno de José Joaquín Trejos, se produjo una reforma a la Constitución Política que prohibía la reelección presidencial, pero la misma sería declarada inconstitucional en 2003 por la Sala Constitucional de la Corte Suprema de Justicia.
Terminada su vida política como Presidente en 1974, seguiría muy activo en diversos campos.  Pronuncia conferencias en diversas universidades del mundo, recibiendo en algunas el doctorado honoris causa. Actúa como Presidente del Comité Ejecutivo Nacional del Partido Liberación Nacional, visita Cuba y Nicaragua en misión personal gestionando la paz en América Central; es nombrado Embajador Itinerante; asiste invitado como observador a las elecciones presidenciales de El Salvador. En 1975 dirige una carta a la Asamblea Legislativa donando todos sus bienes al país.

## Fallecimiento
Falleció en San José, el 8 de junio de 1990 a los 83 años de edad. Tras un multitudinario funeral, fue sepultado en el cementerio San Cristóbal Sur, en Desamparados.

## Controversias

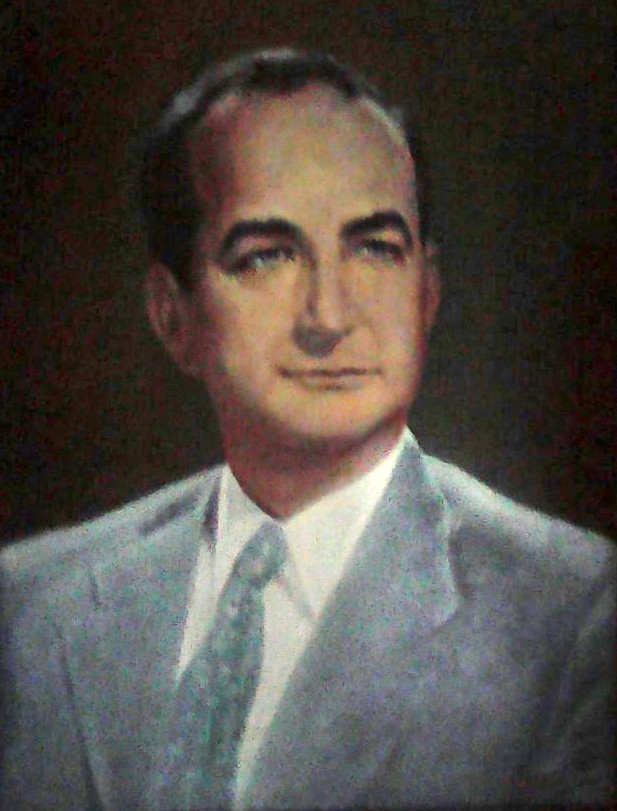

### Caso Vesco
Una grabación entre el expresidente de Estados Unidos Richard Nixon y John Ehrlichman, uno de sus más cercanos asesores en la Casa Blanca, reveló en el año 1999, que el cuestionado hombre de negocios Robert Vesco fue protegido por el gobierno de José Figueres Ferrer.
Esta revelación está contenida en una conversación sostenida entre el expresidente Richard Nixon y su asesor John Ehrlichman, cuya transcripción completa fue divulgada por la Fundación Nixon en 1999. El diálogo tuvo lugar entre las 3 p. m. y las 5 p. m. del 16 de marzo de 1973. Según la grabación, Ehrlichman le informa a Nixon que Robert Vesco se refugiaría en Costa Rica, afirmando que “había comprado al Presidente”. Nixon, sorprendido, preguntó si se refería al entonces presidente José Figueres, a lo que Ehrlichman respondió afirmativamente.
Robert Vesco llegó a Costa Rica en el año 1972 como inversionista y planeaba crear un distrito financiero. El 10 de junio de 1972, el Instituto Costarricense de Turismo (ICT) le concedió la condición de residente. Y cinco meses más tarde, surgió en Estados Unidos la primera acusación formal contra él. La presunta defraudación era de $224 millones en perjuicio de la compañía Investors Overseas Services (IOS). Vesco solicitó la nacionalidad costarricense, pero el Tribunal Supremo de Elecciones se la denegó. El 7 de junio de 1973, la Embajada de los Estados Unidos solicitó la extradición del fugitivo, pero nunca se extraditó en los gobiernos de Figueres Ferrer (1970-1974) ni de Daniel Oduber Quirós. (1974-1978)

### Caso de los "confites"
En 1973 mientras ejercía su tercer mandato presidencial, José Figueres Ferrer compra tres fincas y las pone a nombre de una asociación. Las fincas pasarían a manos de la Orquesta Sínfónica Juvenil, una vez que la asociación las traspasara. La historia de dichas fincas empezó con una donación depositada en 1973 en una cuenta personal del entonces presidente José Figueres Ferrer durante su tercera administración. En declaraciones al diario costarricense La Nación, Figueres declaró que era para crear el patrimonio de la orquesta nacional y que los donantes fueron dos señores “muy musicales” del Banco de Bahamas, donde tenía inversiones el fugitivo Robert Vesco. En 1974, el mismo diario le preguntó por el dinero y él respondió: “Digan que gasté los $60.000 en confites”.
Las tres fincas las puso a nombre de una asociación que al extinguirse las entregaría a la Orquesta. Pero la asociación se extinguió en 1986 y las fincas se traspasaron a una segunda asociación presidida por él. Al extinguirse ésta, se traspasaron a otra asociación, presidida en el año 2008 por su hija Kirsten Figueres.

## Publicaciones
Don Pepe Figueres fue un distinguido ensayista y escritor. Escribió varias obras siendo los siguientes libros los más importantes:
1. Cartas a un ciudadano (1956).
2. La pobreza de las naciones (1973).
3. Así nacen las palabras y los cuentos (1976).
4. Franjas de luz: arboricultura en el paralelo 10 (1979).
5. El espíritu del 48 (1987).
6. Cubaces tiernos en abril (2002).
7. José Figueres. Escritos y discursos 1942 - 1962, San José, Editorial Costa Rica, 1986.

## Principales logros

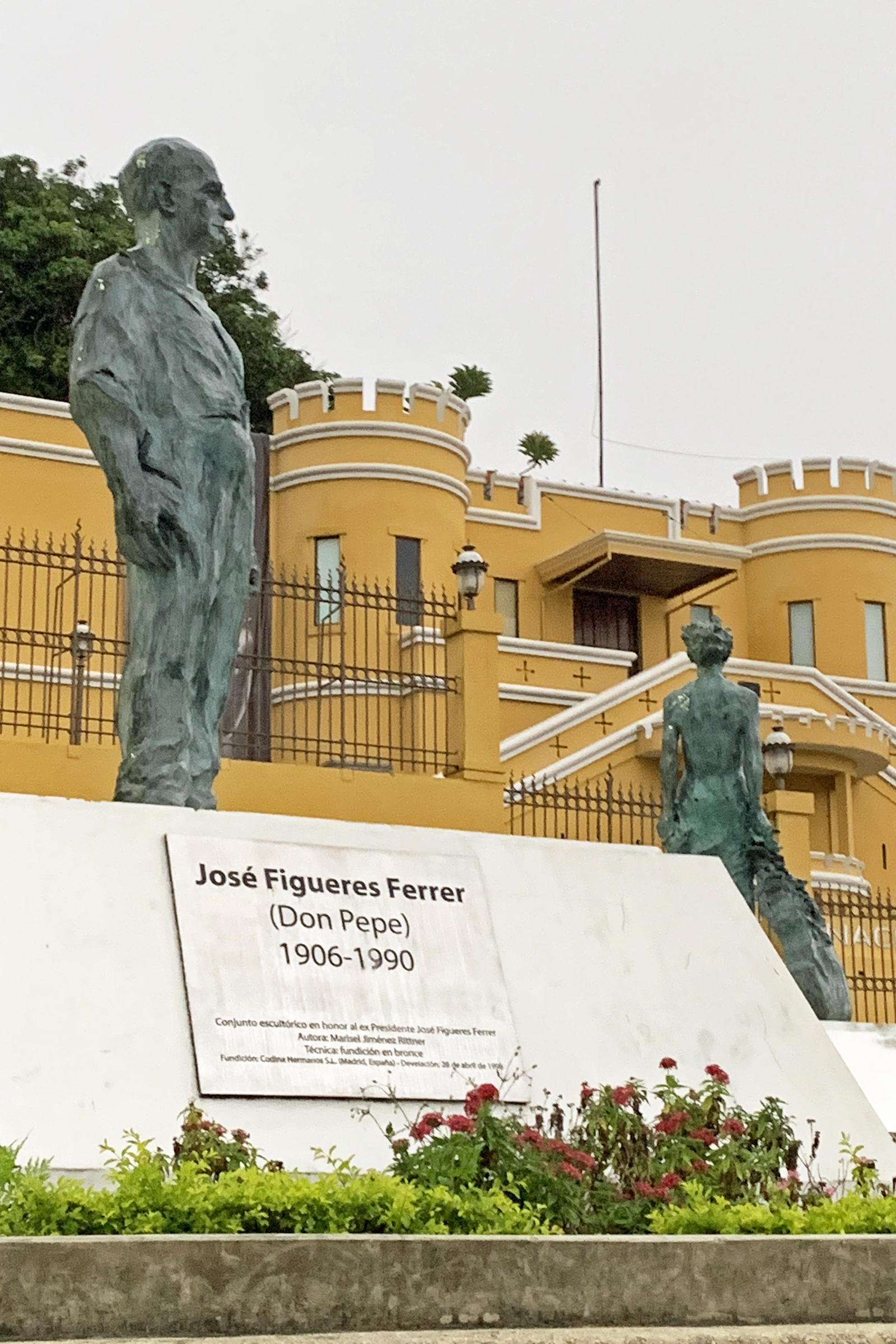
Monumento a José Figueres Ferrer en commemoración a la abolición del ejército de Costa Rica en 1948, Plaza de la Democracia, San José

### Junta Fundadora de la Segunda República (1948-1949)
- Nacionalización Bancaria
- Creación de la Oficina del Café
- Abolición del ejército
- Creación del Instituto Costarricense de Electricidad (ICE).
- Derogatoria de la disposición de 1934 que discriminaba a los ciudadanos negros (4 de noviembre de 1949)
- Aprobación del sufragio femenino.

### Presidencia de la República (1953-1958)
- Creación del Instituto Nacional de Vivienda y Urbanismo (INVU)
- Creación del Instituto Costarricense de Turismo (ICT)
- Ley Orgánica del Consejo Nacional de Producción (CNP)
- Creación de la Junta de Defensa del Tabaco
- Ampliación de programas de salud

### Presidencia de la República (1970-1974)
- Creación de la Guardia de Asistencia Rural (GAR)
- Creación del Instituto Mixto de Ayuda Social (IMAS)
- Creación de la Dirección General de Adaptación Social
- Universalización de las Relaciones Internacionales de Costa Rica
- Reforma del artículo 90 de la Constitución Política (cambio la edad mínima para votar de los 21 a los 18 años).
- Creación del Instituto Tecnológico de Costa Rica (ITCR) (Universidad)
- Creación del Ministerio de Cultura, Juventud y Deportes
- Creación del Conservatorio de Castella (Todas las Artes) (Fundado por Arnoldo Herrera González)
- Creación de la Asociación Bananera Nacional (ASBANA)
- Creación de la Compañía Nacional de Teatro
- Nacionalización del Ferrocarril al Atlántico (Northern Railway Company)
- Creación de la Orquesta Sinfónica Nacional
- Ley de Fomento a la avicultura
- Creación del Consejo Nacional para Investigaciones Científicas y Tecnológicas (CONICIT)
- Creación de la Corporación Costarricense de Desarrollo S.A. (CODESA)
- Creación de la Universidad Nacional de Costa Rica (UNA) (1973)
- Creación del Instituto de Fomento Cooperativo (INFOCOOP)
- Creación del Instituto Meteorológico Nacional (IMN)
- Creación de la Comisión Nacional de Asuntos Indígenas (CONAI)
- Creación del Servicio Nacional de Riego y Avenamiento (SENARA)
- Se decretó el Código de Familia
- Nacionalización de la Refinadora Costarricense de Petróleo (RECOPE)
- Creación del Instituto Nacional sobre Alcoholismo (I.N.S.A.) (hoy llamado Instituto de Alcoholismo y Farmacodependencia (I.A.F.A.)
- Universalización del Seguro Social
- Traspaso de Hospitales a la Caja Costarricense de Seguro Social

| Predecesor: Santos León Herrera | Presidente («de facto») de la Junta Fundadora de la Segunda República 8 de mayo de 1948 - 8 de noviembre de 1949 | Sucesor: Otilio Ulate Blanco   |
| Predecesor: Otilio Ulate Blanco | 32.º. Presidente de Costa Rica 8 de noviembre de 1953 - 8 de mayo de 1958                                        | Sucesor: Mario Echandi Jiménez |
| Predecesor: José Joaquín Trejos | 36.º. Presidente de Costa Rica 8 de mayo de 1970 - 8 de mayo de 1974                                             | Sucesor: Daniel Oduber Quirós  |

## Homenajes y Honores
En San Cristóbal de Desamparados, se ubica el Colegio Técnico que lleva su nombre.
En España es distinguido como «Hijo predilecto» de Barcelona. 
Fue declarado como Benemérito de la Patria en 1990 por la Asamblea Legislativa.
A partir del año 2011, José Figueres Ferrer aparece retratado en los billetes de ₡10.000, con el tema de la abolición del ejército.
En 2021 la Asamblea Legislativa lo nombró cómo Héroe de Paz.